# 냉장차

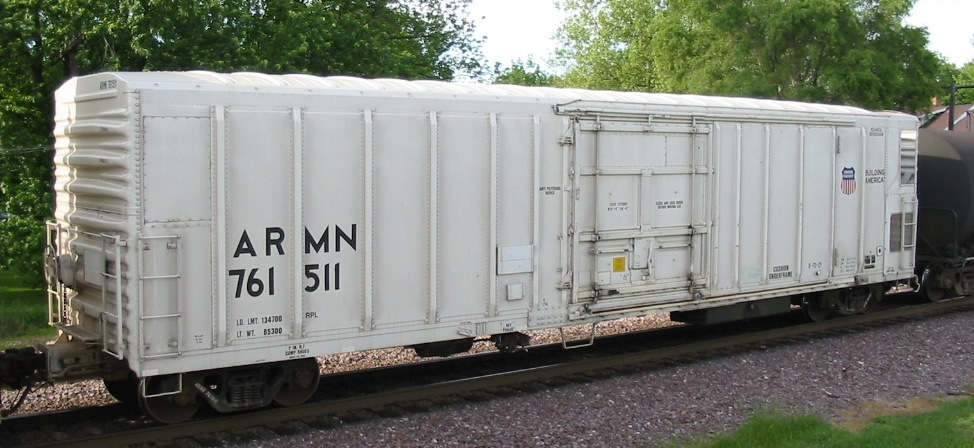
현대의 냉장차

냉장차(Refrigerator car) 또는 냉동차, 또는 간단히 리퍼(reefer)는 특정 온도에서 부패하기 쉬운 화물을 운반하도록 설계된 철도 차량인 냉장 박스카이다. 냉장차는 단순 단열 유개화차 및 통풍 유개화차(과일 운반에 일반적으로 사용됨)와 다르며 둘 다 냉각 장치가 장착되어 있지 않다. 냉장차는 얼음으로 냉각되거나, 다양한 기계식 냉동 시스템 중 하나를 갖추고 있거나, 이산화 탄소(드라이아이스 또는 액체 형태)를 냉각제로 활용할 수 있다. 밀크카(및 기타 유형의 "익스프레스" 냉장차)에는 냉각 시스템이 포함될 수도 있고 포함되지 않을 수도 있지만 고속 트럭과 여객 열차로 이동할 수 있는 기타 개조 장치가 장착되어 있다.

## AAR 분류
- Note: Class B refrigerator cars are those designed for passenger service; insulated boxcars are designated Class L.

## 같이 보기
- 저온 유통
- 냉장